# Microlaimus lepturus
Microlaimus lepturus is een rondwormensoort uit de familie van de Microlaimidae. De wetenschappelijke naam van de soort is voor het eerst geldig gepubliceerd in 1917 door De Cillis.